# Kanton Luxeuil-les-Bains
Luxeuil-les-Bains is een kanton van het Franse departement Haute-Saône. Het kanton maakt deel uit van het arrondissement Lure.

## Gemeenten
Het kanton Luxeuil-les-Bains omvatte tot 2014 de volgende 2 gemeenten:
- Luxeuil-les-Bains (hoofdplaats)
- Saint-Valbert

Bij de herindeling van de kantons door het decreet van 17 februari 2014 met uitwerking op 22 maart 2015 werden daar de volgende 10 gemeenten uit het opgeheven kanton Saint-Sauveur aan toegevoegd :
- Ailloncourt
- Baudoncourt
- Breuches
- Brotte-lès-Luxeuil
- La Chapelle-lès-Luxeuil
- Citers
- Esboz-Brest
- Froideconche
- Ormoiche
- Saint-Sauveur

Op 1 januari 2019 werd de gemeente Saint-Valbert samengevoegd met de gemeente Fougerolles uit het kanton Saint-Loup-sur-Semouse tot de fusiegemeente (commune nouvelle) Fougerolles-Saint-Valbert. De deelgemeenten bleven bij hun respectievelijke kantons horen.